# Place Roland
La place Roland (en occitan : plaça de Rotland) est une voie de Toulouse, chef-lieu de la région Occitanie, dans le Midi de la France.

## Situation et accès

### Description
La place Roland est une voie publique. Elle se situe à l'ouest du quartier Saint-Aubin.
Elle forme un triangle irrégulier, de 1200 m² environ, qui se forme au carrefour du boulevard Lazare-Carnot et de la rue d'Aubuisson. Le centre de la place est occupé par un square et une fontaine, la fontaine Roland.

### Voies rencontrées
La place Roland rencontre les voies suivantes, dans l'ordre des numéros croissants :
1. Boulevard Lazare-Carnot
2. Rue d'Aubuisson
3. Boulevard Lazare-Carnot

### Transports
La place Roland est desservie par les lignes de Linéo L1L8L9. Les stations de métro les plus proches sont les stations Jean-Jaurès, au croisement des lignes de métro  , et François-Verdier, au croisement de la ligne  et de la future ligne .
Une station de vélos en libre-service VélôToulouse se trouve à proximité, dans la rue Paul-Vidal : les stations no 21 (63 boulevard Lazare-Carnot) et no 22 (24 boulevard Lazare-Carnot).

## Odonymie
La place est nommée en hommage à Roland, paladin de Charlemagne et héros de la Chanson éponyme. Les légendes liées à son histoire font partie de la mythologie pyrénéenne. Il existe, par ailleurs, un poème, célèbre au XIXe siècle, œuvre du poète Napoléon Peyrat publiée en 1833.

## Patrimoine et lieux d'intérêt

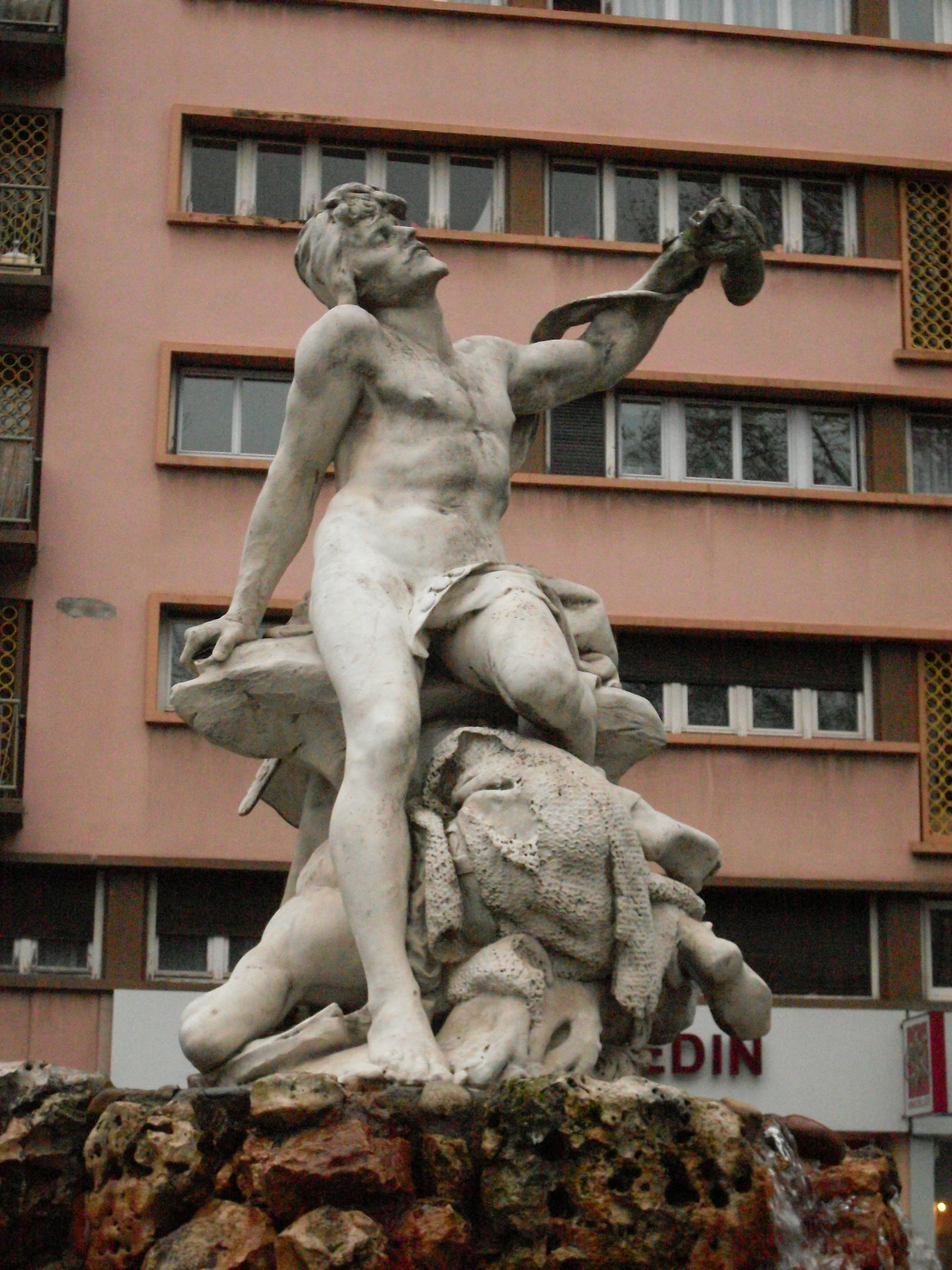
La statue de Roland, par Jacques Labatut (1888).

La fontaine Roland est aménagée vers 1890, au centre du jardin de la place du même nom. Elle se compose d'une vasque en pierre. Au centre, plusieurs blocs de pierre, desquels jaillissent des jets d'eau, forment un piédestal sur lequel s'élève la statue de Roland, œuvre du sculpteur toulousain Jacques Labatut. Le plâtre, daté de 1884, est réalisé en marbre en 1888, acheté par l'État et envoyé au musée des Augustins en 1890.
Le héros est représenté comme décrit dans la Chanson, mortellement blessé au combat, levant au ciel son épée Durandal – elle a disparu à la suite d'une restauration en 1977. À ses pieds se trouve le corps de son ami Olivier,.